# Porcellionides floria
Porcellionides floria is een pissebed uit de familie Porcellionidae. De wetenschappelijke naam van de soort is voor het eerst geldig gepubliceerd in 1985 door Garthwaite & Sassaman.